# Goswin Kaspar von Ketteler zu Harkotten
Goswin Kaspar von Ketteler zu Harkotten (* 16. Oktober 1658 in Füchtorf; † 17. Oktober 1719 in Harkotten) war Vertreter der Münsterschen Ritterschaft im Landtag des Hochstifts Münster.

## Leben

### Herkunft und Familie
Goswin Kaspar von Ketteler zu Harkotten wuchs als Sohn des Goswin Kaspar Heidenreich von Ketteler zu Harkotten ex Bollen und seiner Gemahlin Anna von Schade zu Salvey zusammen mit seinen Brüdern Johann Heidenreich, Christoph Joest und Alexander Johann Hermann († 1695, Propst in Cappenberg) in einer uralten Adelsfamilie von Ketteler auf.
Sein Großvater Goswin von Ketteler zu Middelburg heiratete 1615 die Erbtochter Christine von Korff gen. Schmising. Dadurch ging die Linie von Korff gen. Schmising in die Familie von Ketteler auf. Am 21. November 1686 heiratete Goswin Kaspar die Anna Dorothea von Korff zu Harkotten (1659–1700). Aus der Ehe entstammten die Söhne Alexander Anton, Christoph Heinrich, Friedrich Christian und Goswin Ferdinand Moritz (1699–1784, Propst in Cappenberg).

### Wirken
Mit dem Erhalt der Tonsur am 5. Februar 1668 wurde Goswin Kaspar auf ein geistliches Amt vorbereitet. 1672 erhielt er eine Dompräbende und wurde Domherr in Worms. In diesem Amt blieb er bis zum Jahre 1678, als er verzichtete. Am 19. Mai 1684 fand die Aufschwörung zur Münsterschen Ritterschaft statt. Damit gehörte er dem Landtag an, einem Gremium, das sich aus den drei Ständen zusammensetzte. Seine Aufgabe bestand in der Regelung des Steuerwesens und ab 1447 auch des Fehdewesens im Hochstift Münster.